# الانتخابات الاتحادية الأسترالية 2022
أُجريت الانتخابات الاتحادية الأسترالية لعام 2022 في 21 مايو 2022 لانتخاب أعضاء البرلمان الأسترالي السابع والأربعين. سعت الحكومة الائتلافية الليبرالية / الوطنية الحالية بقيادة رئيس الوزراء سكوت موريسون للفوز بولاية رابعة على التوالي. وتنافس في هذه الانتخابات الأحزاب المعارضة مثل حزب العمل بقيادة أنتوني ألبانيز وحزب الخضر وأستراليا المتحدة وأمة واحدة إضافة إلى أحزاب ثانوية أخرى، وسياسيون مستقلون. جرت الانتخابات على جميع مقاعد مجلس النواب البالغ عددها 151، وعدد 40 من أصل 76 مقعدًا في مجلس الشيوخ.
توقعت ايه بي سي نيوز -في مساء ليلة الانتخابات-أن حزب العمل فقط هو الذي سيمكنه تشكيل حكومة بشكل واقعي، على الرغم من أنه من غير الواضح ما إذا كان سيكون له الأغلبية أو الأقلية في مجلس النواب. وشملت النتائج البارزة ظهور شعبية المستقلين في العديد من المقاعد الحضرية والضواحي، وظهر الدعم القوي لحزب الخضر في بعض المدن. ومع فرز معظم الأصوات اعترف موريسون بخسارة الانتخابات وأعلن استقالته من منصب الزعيم الليبرالي. أدى ألبانيز اليمين الدستورية رئيسًا لوزراء أستراليا في 23 مايو 2022.

## خلفية

### الانتخابات السابقة
في ال الانتخابات السابقة في مايو 2019، تشكل تحالف ليبرالي/وطني بقيادة سكوت موريسون الذي شكل الحكومة بعد الفوز بـ 77 مقعدا في مجلس النواب، بينما حصل حزب العمل على 68 المقاعد وظل في المعارضة. وفازت الأحزاب الأخرى المستقلين بستة مقاعد؛ حيث فاز كل من الخضر، ومركز التحالف، وحزب كاتر الأسترالي بمقعد لكل منهم، والثلاثة المتبقية كانت للمستقلين. أما في مجلس الشيوخ، فقد حقق الائتلاف مكاسب متواضعة في معظم الولايات وزاد حصته من المقاعد إلى 35، بينما ظل حزب العمل ثابتا بـ 26 مقعدًا، واحتفظ حزب الخضر بـ 9 مقاعد، في حين حصل كل من حزب أمة واحدة ومركز التحالف على مقعدين لكل منهما، وحصلت بعض الأحزاب الصغيرة على مقعد واحد لكل منها. وبذلك احتاج الائتلاف إلى أربعة أصوات إضافية.

### تكوين البرلمان
افتُتح ال البرلمان 46 في 2 يوليو 2019. وفي ذلك الوقت كان حزب العمل قد انتخب زعيما جديدا هو أنتوني ألبانيز ليحل محل المنتهية ولايته بيل شورتن.
في مجلس الشيوخ، وبعد استقالة كوري برناردي في يناير 2020 فاز عضو ليبرالي بمقعده، مما زاد حصة الائتلاف من المقاعد في مجلس الشيوخ إلى 36. واحتفظ بهذا الرقم حتى استقالة عضوة مجلس الشيوخ عن الإقليم الشمالي سام مكماهون، التي استقالت من الحزب الليبرالي القطري في يناير 2022، وذلك قبل أربعة أشهر من الانتخابات، وانضمت لاحقًا إلى الحزب الديمقراطي الليبرالي في 8 أبريل 2022.
في مجلس النواب، ترك اثنان من نواب الائتلاف (لو أوبراين ودارين تشيستر) المؤتمرات الحزبية الخاصة بهم، على الرغم من احتفاظهم بعضويتهم في حكومة موريسون. ومع ذلك انخفضت حصة الحكومة من المقاعد في مجلس النواب، عندما ترك كريج كيلي الحزب الليبرالي في أغسطس 2021 ليصبح مستقلا. وبذلك أصبح للحكومة أغلبية بمقعد واحد فقط (76 من أصل 151). في 7 أبريل 2022 أعلن النائب جورج كريستنسن استقالته من الحزب الوطني الليبرالي وأصبح مستقلا، مما افقد الحكومة الأغلبية في نهاية الفترة البرلمانية.
كان هناك اثنان من الانتخابات الفرعية في البرلمان 46، سواء في عام 2020 في مقاعد إدن مونارو وجروم، وفاز الحزب الحاكم في تلك الانتخابات الفرعية. استقال نِك تشامبيون من مجلس النواب في فبراير 2022 لخوض انتخابات ولاية جنوب أستراليا. لم تجري انتخابات فرعية لمقعد سبنس لقُربه من موعد الانتخابات الاتحادية.

### أحداث البرلمان 46
طوال مدة البرلمان 46 ظل سكوت موريسون رئيسًا للوزراء وزعيمًا للحزب الليبرالي، وبذلك أصبح أول رئيس وزراء يخدم فترة ولاية كاملة دون تغير القيادة منذ جون هوارد (1996–2007). كذلك احتفظ مايكل ماكورماك لمرة بمنصب نائب رئيس الوزراء وزعيم الحزب الوطني حيث فاز على سلفه بارنابي جويس في فبراير 2020 وإلا أنه خسر أمامه في يونيو 2021.
شملت الأحداث الرئيسة خلال الولاية الثانية (وأول فترة كاملة) من حكومة موريسون ما يلي: حرائق الغابات الصيفية السوداء؛ ظهور جائحة كوفيد-19؛ مزاعم الاغتصاب في مبنى البرلمان؛ وتشكيل ميثاق الأمن أوكوس. نالت حكومة موريسون الثناء على استجابتها لجائحة كوفيد -19 في عام 2020، بما في ذلك إطلاق مجلس الوزراء الوطني وبرنامج صاحب العمل، ولكن الحكومة كافحت لإدارة إجراء التطعيم ونظام الاختبار ضد فيروس كورونا، ظهور متحورات جديدة لفيروس سارس-كوف-2. واجه رئيس الحكومة المزيد من الانتقادات لقضائه عطلة في هاواي خلال اشتعال حرائق الغابات، واتهام الرئيس الفرنسي إيمانويل ماكرون له بالكذب في أعقاب اتفاق أوكوس، ووُصف بأنه يفتقر إلى الطموح بشأن تغير المناخ خلال مؤتمر كوب 26.
انتخب حزب العمال المعارض أنتوني ألبانيز زعيمًا للحزب دون معارضة، وذلك بعد 12 يوما من خسارة بيل شورتن انتخابات مايو 2019. قامت المعارضة بقيادة ألبانيز بجهود لإحداث تأثير في الأيام الأولى لجائحة كوفيد -19. كان «إعلان السياسة الأكثر أهمية» لـ ألبانيز قبل عام 2022 هو الالتزام بالحد من الانبعاثات الحرارية بنسبة 43 ٪ بحلول عام 2030 في ظل حكومة العمل.
استقال زعيم حزب الخضر ريتشارد دي ناتالي في فبراير 2020، وحل محله النائب الأول والوحيد للحزب في مجلس النواب آدم باندت، بانتخاب دون معارضة. وفي الأحزاب الصغيرة، استقال السياسي المثير للجدل كريج كيلي من الحزب الليبرالي وأصبح زعيمًا لحزب أستراليا المتحدة في عام 2021.

### تغيير قواعد تسجيل الأحزاب
في سبتمبر 2021، جرى تمرير تشريع لتعديل قانون الكومنولث الانتخابي لعام 1918 وتشديد قواعد تسجيل الأحزاب السياسية. وتفيد التقارير بأن التغييرات في قواعد تسجيل الأحزاب كانت نتيجة لزيادة عدد الأحزاب في اقتراع مجلس الشيوخ، مما أدى إلى اشتراط وجود أوراق مكبرة لبعض الناخبين لقراءة الاقتراع، وتصور بأن الناخبين سوف يجري تضليلهم بأسماء بعض الأحزاب الصغيرة.
كان التغيير الأول هو زيادة متطلبات العضوية للحزب من 500 إلى 1500. أدى ذلك إلى إلغاء التسجيل للأحزاب الصغيرة غير البرلمانية التي لم تتمكن من إثبات أن لديها ما لا يقل عن 1500 عضو، ومثال ذلك الحزب الديمقراطي المسيحي وحزب العمل الديمقراطي في مارس 2022.
التغيير الثاني هو أنه لا يمكن للأحزاب أن تحمل أسماء مشابهة جدا للأحزاب السياسية المسجلة قبلها. وهذا يعني أن الأحزاب الجديدة ممنوعة من تسجيل اسم الحزب و/أو شعاره «مشابه جدا لاسم أحد الأحزاب الحالية». أما بالنسبة للأحزاب المسجلة القائمة، فيجوز للحزب أيضا أن يعترض على اسم و/أو شعار مشابه يستخدمه حزب آخر، إذا كان الحزب الأخير مسجلا في وقت متأخر عن الحزب الأول. فإذا وافقت اللجنة الانتخابية الأسترالية (AEC) على الاعتراض يجري إلغاء تسجيل الحزب المسجل لاحقا في غضون شهر من الاعتراض، إذا لم يجري تقديم طلب لتغيير الاسم و/أو الشعار أو رُفض طلب التغيير.
استخدام الحزب الليبرالي قاعدة «الاسم المماثل» هذه ضد الحزب الديمقراطي الليبرالي (LDP) وحزبالليبراليون الجدد، وقد وافقت لجنة الانتخابات على الاعتراضات، مما أجبر حزب الليبراليين الجدد على تغيير اسمه إلى TNL ليُقبل تسجيله، وأجبر الحزب الليبرالي الديمقراطي على التقدم لتغيير اسمه إلى حزب الحرية والديمقراطية. ثم سحب الحزب الليبرالي الديمقراطي طلب تغيير اسمه في 22 مارس 2022. ونتيجة لذلك، في 1 أبريل 2022، أعطت لجنة الانتخابات إشعارا للحزب بأنها ستنظر في إلغاء تسجيله، وحددت مهلة شهر واحد للحزب. ومع ذلك، نظرا لإصدار الدعوة للانتخابات في الأسبوع التالي في 11 أبريل، فقد جرى «تجميد» سجل الحزب، وهذا يعني أنه سُمح للحزب بخوض الانتخابات باسمه الحالي.
استخدم حزب العمل أيضا قاعدة «الاسم المماثل» ضد حزب العمل الديمقراطي وأيدت لجنة الانتخابات ذلك الاعتراض، ولكن جرى إلغاء تسجيل الحزب الأخير لعدم استيفائه شرط عدد الأعضاء.

### قضايا الاختيار الأولي للحزب
واجه كل من حزب العمل والحزب الليبرالي قضايا الاختيار الأولي، حيث لم يتمكنوا من الانتهاء من المرشحين للعديد من المقاعد أو مجلس الشيوخ حتى أوائل أبريل 2022، قبل أقل من أسبوعين من الدعوة إلى الانتخابات. أدى ذلك إلى تدخل المديرين التنفيذيين الوطنيين للأحزاب أو اللجان المرشحة لاختيار المرشحين وتجاوز التصويت المحلي من قِبل الأعضاء العاديين.
لم يتمكن قسم ولاية نيو ساوث ويلز للحزب الليبرالي من وضع اللمسات الأخيرة على المرشحين للعديد من المقاعد بحلول مارس 2022، بسبب فشل ممثل موريسون أليكس هوك في حضور اجتماعات لجنة مراجعة ترشيح الحزب الليبرالي الداخلي ومضاعفات كوفيد -19، مما أدى إلى عدم القدرة على انتخاب السلطة التنفيذية للولاية في نوفمبر 2020. وقد أجبر هذا السلطة التنفيذية الاتحادية للحزب على حل السلطة التنفيذية للولاية مؤقتا مرتين (من 4 إلى 8 مارس، ومن 27 مارس إلى 2 أبريل) بموجب دستور الحزب، وتشكيل لجنة للتدخل في عمليات الاختيار الأولي. كانت اللجنة مكونة من رئيس الوزراء موريسون، ودومينيك بيروتيت، ورئيس الحزب السابق كريس ماكديفين. وبحل السلطة التنفيذية للولاية فقد سمح ذلك للجنة «باختيار» مرشحي الحزب للانتخابات وتجاوز بطاقات الاقتراع المحلية للاختيار المسبق. سعى بعض أعضاء الحزب إلى الطعن في شرعية الاختيار الأولي للجنة في المحكمة. وفي 5 أبريل قضتمحكمة استئناف نيو ساوث ويلز بأن المحكمة ليس لها اختصاص في اتخاذ القرارات المتعلقة بدساتير الأحزاب السياسية، وبالتالي حُكم بصحة الاختيار الأولي للمرشحين. رُفع الطعن القانوني إلى المحكمة العليا في أستراليا للاستئناف ولكن جرى رفضه في 8 أبريل، قبل يومين من الدعوة إلى الانتخابات.
جرت عملية الاختيار الأولي في الفرع الفيكتوري لحزب العمل بواسطة السلطة التنفيذية الوطنية لحزب العمل في يونيو 2020 حتى عام 2023. جرى تعليق حقوق التصويت لجميع الأعضاء واختيار المرشحين بواسطة السلطة التنفيذية الوطنية.

### المستقلون
دعم أصوات من أجل إندي (Voices for Indi) كاثي مكجوان ضد الليبرالية صوفي ميرابيلا. ساهمت حملة المناخ 200 بدعم مالي للعديد من المرشحين المستقلين فيما يشار إليه أحيانا باسم «البط البري المستقلين» "teal independents". حيث تنافسوا في معاقل الليبرالية وعلى وجه الخصوص غولدشتاين، وكويونغ، وماكيلار، ووينتورث.

## حالة الناخبين

### إعادة التوزيع
كان مطلوبًا من اللجنة الانتخابية الأسترالية بعد عام واحد من أول يوم جلسة لمجلس النواب الجديد، القيام بتحديد عدد الأعضاء المخصص لكل ولاية وإقليم. لأنه إذا تغير الرقم في أي حالة، فستكون هناك حاجة لإعادة التوزيع في تلك الولايات. ويجري تأجيل إعادة التوزيع إذا كان متبقيًا عام واحد على انتهاء مجلس النواب.
وفق الإحصاءات الديموغرافية لشهر ديسمبر 2019 الصادرة عن مكتب الإحصاءات الأسترالي في 18 يونيو 2020 والتي جرى استخدامها لحساب عدد الأعضاء المطلوبة. أكدت أعداد السكان أن عدد المقاعد في مجلس النواب سيعود إلى 150 مقعدا، مع تخصيص مقعدًا جديدًا لـ فيكتوريا (39)، وفقد مقعد لكل من غرب أستراليا (15)، والإقليم الشمالي (1).
كان قرار إلغاء المقعد الثاني للإقليم الشمالي مثيرا للجدل. طرح أعضاء مجلس الشيوخ عن حزب العمل مالارنديري مكارثي ودون فاريل مشروعًا لقانون خاص يضمن للإقليم الشمالي مقعدين على الأقل في مجلس النواب، وجرى إحالة مشروع القانون إلى اللجنة الدائمة المشتركة المعنية بالمسائل الانتخابية. في يوليو 2020، اقترح محلل الانتخابات أنتوني جرين على اللجنة الدائمة المشتركة المعنية بالمسائل الانتخابية أن تُستخدم طريقة «المتوسط التوافقي» لحساب استحقاقات التمثيل الانتخابي للأقاليم. كما قام جرين بتدوين تاريخ التمثيل وتطبيقاته على الولايات والأقاليم في ضوء إعادة التوزيع لعام 2020 وكانت دعوته مُقنعة. في أكتوبر 2020، أعطى نائب رئيس الوزراء مايكل ماكورماك تأكيدا بأن الحكومة والمعارضة سوف يجتمعان لإلغاء قرار لجنة الانتخابات المركزية والحفاظ على مستوى تمثيل الإقليم الشمالي. إلا أن الآلية التي سيجري من خلالها استخدام هذا لتحقيقه غير واضحة، وذكر عضو مجلس الشيوخ ماتياس كورمان أنه سيجري تشريع بأن يكون الحد الأدنى مقعدين للأقاليم. كان يُنظر إلى فرض حد أدنى من المقاعد للإقليم الشمالي ووعدم تطبيق ذلك لإقليم العاصمة الأسترالية على أنه غير عادل. وكان هناك تقرير صدر في عام 2003 قد أوصى بعدم اعتماد حد أدنى من الاستحقاقات الإلزامية للمقاعد في مجلس النواب لأي من الأقاليم.
في النهاية، أوصت اللجنة الدائمة المشتركة «بسن وسيلة توافقية لتخصيص المقاعد بين الولايات والأقاليم، مع شرح عام مناسب لبناء فهم للتعديل.» أقر البرلمان قانون التعديل الانتخابي (تمثيل الإقليم)  في 9 ديسمبر 2020، وتعديل قانون الكومنولث الانتخابي لعام 1918 باستخدام طريقة المتوسط التوافقي لتحديد الاستحقاقات التمثيلية للأقاليم بالنسبة للولايات. وبالتالي يحتفظ الإقليم الشمالي بمقعدين في مجلس النواب في الانتخابات المقبلة، دون تحديد أي مستوى أدنى إلزامي للتمثيل.
| تقرير ديسمبر 2020        | تقرير ديسمبر 2020 | تقرير ديسمبر 2020 |
| الولاية                  | المقاعد           | التغيير           |
| ------------------------ | ----------------- | ----------------- |
| نيو ساوث ويلز            | 47                |                   |
| فيكتوريا                 | 39                | ▲ 1+              |
| كوينزلاند                | 30                |                   |
| أستراليا الغربية         | 15                | ▼ 1-              |
| جنوب أستراليا            | 10                |                   |
| تسمانيا                  | 5                 |                   |
| إقليم العاصمة الأسترالية | 3                 |                   |
| الإقليم الشمالي          | 2                 |                   |
| المجموع                  | 151               |                   |

في مارس 2021 نشرت لجنة الانتخابات اقتراحها لإعادة التوزيع، والتي تنطوي على إلغاء تقسيم ستيرلنغ في غرب أستراليا، وإنشاء تقسيم هوك الجديد في فيكتوريا (سميت باسم رئيس الوزراء السابق بوب هوك)، وإعادة تسمية تقسيم الكورانجاميت إلى قسم تاكر (تكريما ل مارغريت تاكر، لعملها الهام لخلق مجتمع أكثر مساواة وفهم للسكان الأصليين"). عندما نشرت اللجنة قراراتها النهائية في يونيو 2021، جرى إلغاء ستيرلنغ وتأكيد إنشاء هوك، لكن تغيير كورانجاميت إلى تاكر لم يحدث بسبب مخاوف من أنه سيجري تحريفه إلى كلمة مُسيئة.

## تسجيل الناخبين
يجب على الناخبين المؤهلين التسجيل بعد بلوغ 18 عاما، ويجب عليهم إخطار لجنة الانتخابات بأي تغيير للعنوان في غضون 8 أسابيع. يجري إغلاق القوائم الانتخابية للتسجيل الجديد أو تحديث التفاصيل بعد حوالي أسبوع من إصدار الدعوة للانتخابات. التسجيل اختياري لمن تتراوح أعمارهم بين 16 و17 عاما، لكن لا يمكنهم التصويت حتى يبلغوا 18 عاما، ويجوز أيضا للأشخاص الذين تقدموا بطلبات للحصول على الجنسية الأسترالية التقدم بطلب للتسجيل المؤقت الذي يسري مفعوله عند منح الجنسية. جرى تسجيل 17,228,900 ناخبًا، مما يعني أن 96.8 ٪ من جميع الأستراليين المؤهلين كانوا مسجلين في القائمة الانتخابية.

## مواعيد الانتخابات
تشمل الأحكام الدستورية والقانونية التي تؤثر على اختيار مواعيد الانتخابات ما يلي:
- المادة 12 من الدستور: «يمكن لحاكم أي ولاية إصدار أوامر لانتخاب أعضاء مجلس الشيوخ لتلك الولاية».[82]
- المادة 13 من الدستور: «يجري انتخاب أعضاء مجلس الشيوخ في فترة اثني عشر شهرا قبل أن تصبح المناصب شاغرة».[83]
- المادة 28 من الدستور: «يستمر مجلس النواب لمدة ثلاث سنوات من الجلسة الأولى للمجلس، وليس أكثر، ولكن يجوز حله قبل ذلك من قبل الحاكم العام.»[84] ولما كان افتتاح البرلمان 46 لأسترالياقد جرى في 2 يوليو 2019، فتنتهي ولايته في 1 يوليو 2022.
- المادة 32 من الدستور: «تصدر الأوامر خلال عشرة أيام من انتهاء مجلس النواب أو من إعلان حله.»[85] بعد عشرة أيام من 1 يوليو 2022 أي 11 يوليو 2022.
- تنص المادة 156 (1) من قانون الانتخابات المركزية على ما يلي: «يجب ألا يقل التاريخ المحدد لتسمية المرشحين عن 10 أيام ولا يزيد عن 27 يوما بعد تاريخ الأمر».[86] أي تاريخ 7 أغسطس 2022.
- تنص المادة 157 من قانون الانتخابات المركزية على ما يلي: «يجب ألا يقل التاريخ المحدد للاقتراع عن 23 يوما ولا يزيد عن 31 يوما بعد تاريخ الترشيح».[87] أي واحد وثلاثون يوما بعد 7 أغسطس 2022 وبذلك يكون 7 سبتمبر 2022.
- تنص المادة 158 من قانون الانتخابات المركزية على أن: «اليوم المحدد للاقتراع يكون يوم سبت».[88] وبذلك يكون السبت 3 سبتمبر 2022 هو آخر موعد ممكن لانتخابات مجلس النواب.

### حل البرلمان
دعا موريسون إلى الانتخابات في 10 أبريل 2022، عندما زار الحاكم العام وأوصى بإيقاف البرلمان وحل مجلس النواب. قبِل الحاكم العام توصية موريسون، كما هو معتاد في نظام حكومة وستمنستر في أستراليا. ثم جرى إيقاف البرلمان وحل مجلس النواب في صباح اليوم التالي.

## الجدول الزمني للانتخابات
في 10 أبريل 2022، أصدر مكتب الحاكم العام وثائق تتعلق بالدعوة إلى الانتخابات. تحدد الوثائق جدولا زمنيا للتواريخ الرئيسية للانتخابات.
- 11 أبريل: إيقاف البرلمان 46
- 11 أبريل: حل مجلس النواب
- 11 أبريل-إصدار الأوامر للانتخابات
- 18 أبريل-إغلاق القوائم الانتخابية
- 21 أبريل-إغلاق ترشيحات المرشحين
- 22 أبريل-إعلان الترشيحات
- 9 مايو – بدء التصويت المبكر
- 18 مايو-إغلاق طلبات التصويت البريدي
- 21 مايو-يوم الاقتراع؛ بدء فترات أعضاء مجلس الشيوخ في الإقليم
- 13 يونيو-اليوم الأخير لاستلام الأصوات
- 28 يونيو-إعادة الأوامر (اليوم الأخير)
- 1 يوليو-بدء فترات أعضاء مجلس الشيوخ في الولاية

وشملت فترة الانتخابات ثلاثة من العطل الرسمية وهي: الجمعة العظيمة (15 أبريل)، واثنين عيد الفصح (18 أبريل)، ويوم أنزاك (25 أبريل)، وكذلك عيد العمال (2 مايو).

## المرشحون

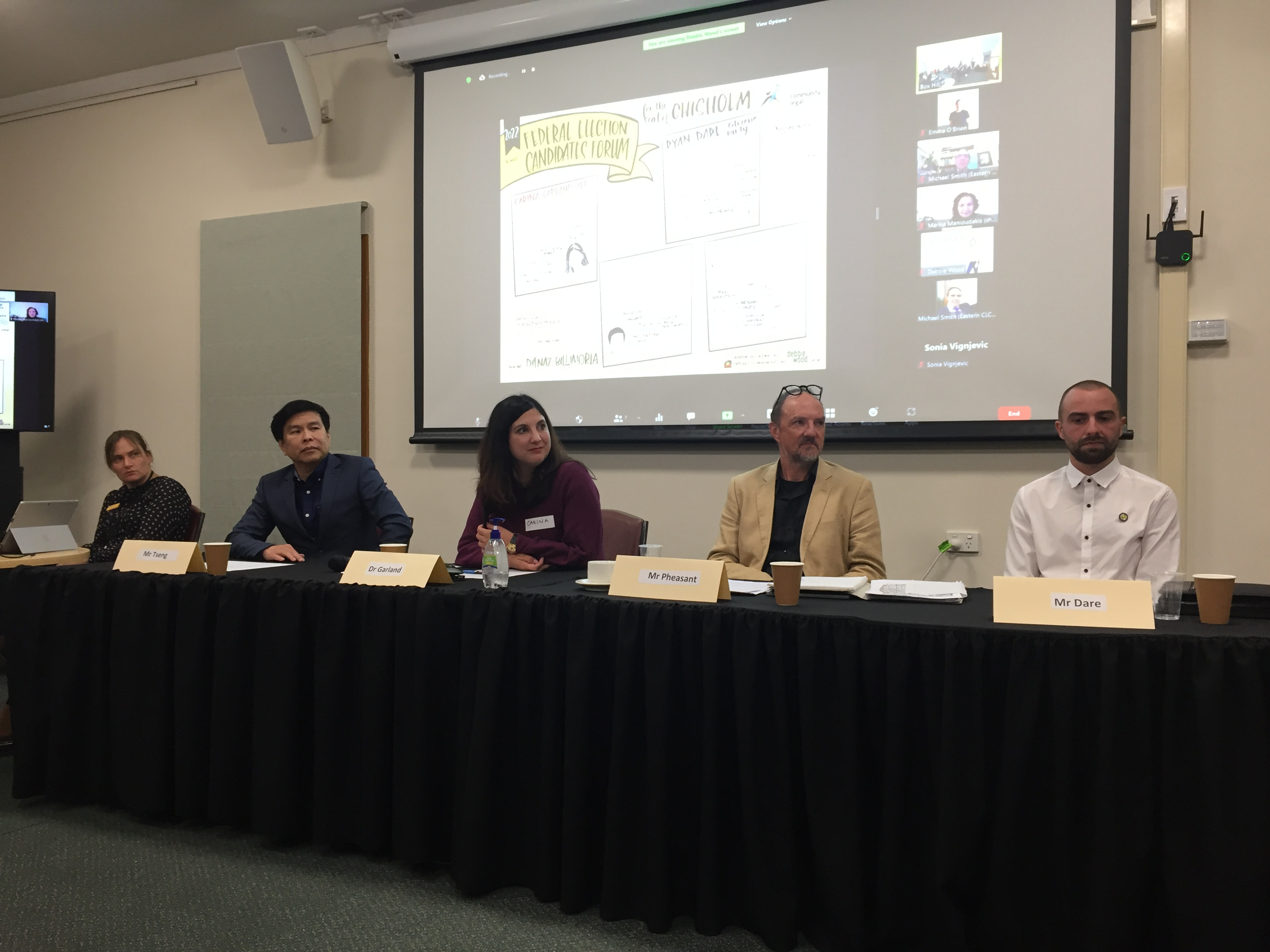
بعض المرشحين ل تقسيم تشيشولم في منتدى المرشحين

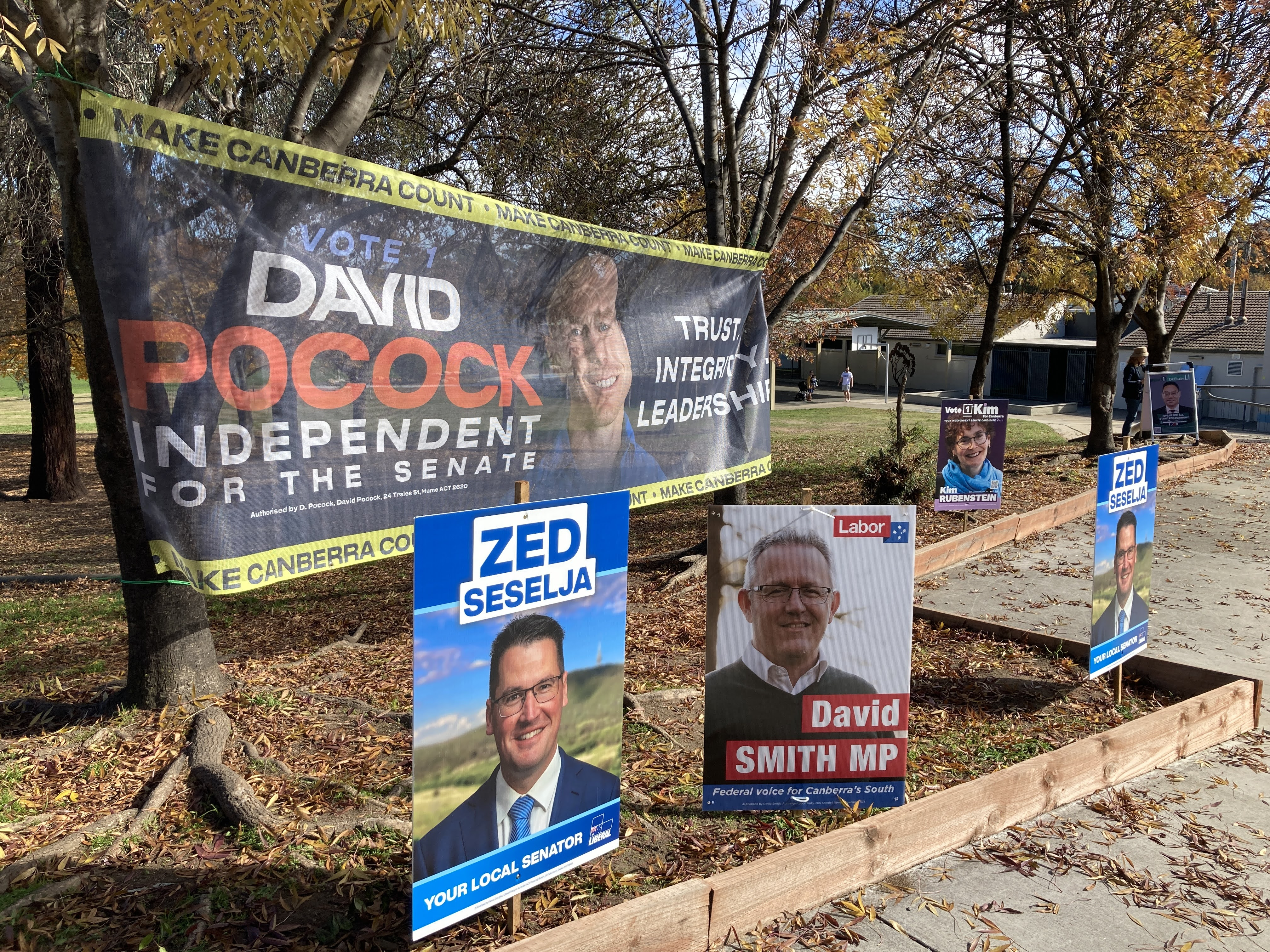
صور للمرشحين في مركز اقتراع في كانبيرا

يجب أن يكون المرشحون لأي من المجلسين قد جرى ترشيحهم رسميا لدى اللجنة الانتخابية. يجب أن يُوقَّع على الترشيح لمرشح معتمد من الحزب بواسطة الموظف المسجل في حزب مسجل بموجب قانون الانتخابات. مطلوب خمسون توقيعا من الناخبين المؤهلين لتزكية مرشح مستقل. يمكن للناخب ترشيح مُرشَّح واحد فقط.
كان مطلوبا قيام المُرشَّح بإيداع مبلغ 2000 دولار، يجري رده إذا حصل المرشح على 4 ٪ على الأقل من تصويت التفضيل الأول. في ختام الترشيحات بلغ عدد المرشحين 1624 مرشحًا، منهم 1203 مرشحين لمجلس النواب و421 مرشحا لمجلس الشيوخ.
تميزت انتخابات 2022 بأكبر عدد من المرشحين من السكان الأصليين في التاريخ الأسترالي، حيث ترشح أربعة مرشحين للتحالف، وأحد عشر لحزب العمال، وسبعة عشر لحزب الخضر.

### الأحزاب
يسرد الجدول أدناه الأحزاب الممثلة في البرلمان 46 الذي جرى إيقافه في 11 أبريل 2022.
| الاسم        | الاسم                      | الاسم                      | الأيديولوجيا           | زعيم الحزب     | مقاعد مجلس النواب | مقاعد مجلس الشيوخ |
| ------------ | -------------------------- | -------------------------- | ---------------------- | -------------- | ----------------- | ----------------- |
|              | التحالف                    | الحزب الليبرالي            | الليبرالية المحافظة    | سكوت موريسون   | 75 / 151          | 35 / 76           |
| الحزب الوطني | التحالف                    | المحافظة                   | بارنابي جويس           |                | 75 / 151          | 35 / 76           |
|              | حزب العمال الأسترالي       | حزب العمال الأسترالي       | الديمقراطية الاجتماعية | أنتوني ألبانيز | 67 / 151          | 26 / 76           |
|              | الخضر الاسترالية           | الخضر الاسترالية           | السياسة الخضراء        | آدم باندت      | 1 / 151           | 9 / 76            |
|              | أمة واحدة بولين هانسون     | أمة واحدة بولين هانسون     | الشعبوية اليمينية      | بولين هانسون   | 0 / 151           | 2 / 76            |
|              | مركز التحالف               | مركز التحالف               | الليبرالية الاجتماعية  | لا شيء         | 1 / 151           | 1 / 76            |
|              | حزب كاتر الأسترالي         | حزب كاتر الأسترالي         | الزراعة                | لا شيء         | 1 / 151           | 0 / 76            |
|              | حزب أستراليا المتحدة       | حزب أستراليا المتحدة       | الشعبوية اليمينية      | كريج كيلي      | 1 / 151           | 0 / 76            |
|              | شبكة جاكي لامبي            | شبكة جاكي لامبي            | الشعبوية               | جاكي لامبي     | 0 / 151           | 1 / 76            |
|              | فريق ريكس باتريك           | فريق ريكس باتريك           | الإقليمية              | ريكس باتريك    | 0 / 151           | 1 / 76            |
|              | الحزب الديمقراطي الليبرالي | الحزب الديمقراطي الليبرالي | التحررية               |                | 0 / 151           | 1 / 76            |
|              | المستقلين                  | المستقلين                  | –                      | –              | 4 / 151           | 0 / 76            |

## النتائج

### مجلس النواب
النتائج الأولية:
| الحزب                                                 | التصويت الأولي | التصويت الأولي | التصويت الأولي | المقاعد | المقاعد |
| الحزب                                                 | الأصوات        | %              | +/- (pp)       | المقاعد | التغيير |
| ----------------------------------------------------- | -------------- | -------------- | -------------- | ------- | ------- |
| الحزب الليبرالي الأسترالي                             | 2,928,861      | 23.96          | −4.03          | 28      |         |
| الحزب الوطني الليبرالي في كوينزلاند كوينزلاند         | 955,414        | 7.82           | −0.86          | 21      |         |
| الحزب الوطني الأسترالي                                | 485,516        | 3.97           | −0.53          | 10      |         |
| Country Liberal [الإنجليزية] (إقليم شمالي (أستراليا)) | 27,279         | 0.22           | −0.05          | 0       |         |
| Liberal/National Coalition [الإنجليزية]               | 4,397,070      | 35.97          | −5.46          | 59      |         |
| حزب العمال الأسترالي                                  | 4,010,093      | 32.81          | −0.53          | 75      |         |
| حزب الخضر الأسترالي                                   | 1,438,091      | 11.76          | +1.36          | 3       |         |
| One Nation [الإنجليزية]                               | 594,642        | 4.86           | +1.79          | 0       |         |
| United Australia Party ‏                               | 503,126        | 4.12           | +0.69          | 0       |         |
| حزب كاتر الأسترالي ‏                                   | 49,030         | 0.40           | −0.09          | 1       |         |
| تحالف الوسط ‏                                          | 29,579         | 0.24           | −0.09          | 1       |         |
| مستقلون                                               | 672,187        | 5.50           | +2.13          | 10      |         |
| آخرون                                                 | 529,680        | 4.33           | −6.30          | 0       |         |
| لم تُحسم                                               |                |                |                | 2       |         |
| إجمالي الصحيح                                         | 12,223,498     | 100.00         |                | 151     |         |
| Two-party-preferred vote                              |                |                |                |         |         |
| حزب العمال الأسترالي                                  | 5,178,780      | 52.04          | +3.57          |         |         |
| Liberal/National Coalition [الإنجليزية]               | 4,772,967      | 47.96          | −3.57          |         |         |
|                                                       |                |                |                |         |         |
| أصوات باطلة/فارغة                                     | 650,135        | 5.05           |                | –       | –       |
| إجمالي                                                | 12,880,996     | 100.00         |                | –       | –       |
| الناخبين المسجلين                                     | 17,228,900     | 74.76          | –              | –       | –       |
| المصدر: AEC Votes, Seats                              |                |                |                |         |         |

هذه النتائج ليست نهائية، ويجري تحديثها دوريًا، آخر تحديث في 25 مايو 2022 في الساعة 3:30pm بتوقيت أستراليا.

### مجلس الشيوخ
النتائج الأولية:
| الحزب                                                                                           | التصويت الأولي | التصويت الأولي | التصويت الأولي | المقاعد     | المقاعد                | المقاعد  | المقاعد |
| الحزب                                                                                           | الأصوات        | %              | ±              | مقاعد جديدة | مقاعد لم تخضع للانتخاب | الإجمالي | التغيير |
| ----------------------------------------------------------------------------------------------- | -------------- | -------------- | -------------- | ----------- | ---------------------- | -------- | ------- |
| تحالف الحزب الليبرالي الأسترالي/الحزب الوطني الأسترالي                                          | 1,189,339      | 19.25          | –2.34          | 5           | 6                      | 11       |         |
| الحزب الليبرالي الأسترالي (إقليم العاصمة الأسترالية، جنوب أستراليا، تاسمانيا، أستراليا الغربية) | 447,601        | 7.24           | –1.00          | 6           | 8                      | 14       |         |
| الحزب الوطني الليبرالي في كوينزلاند (كوينزلاند)                                                 | 338,292        | 5.47           | –2.26          | 2           | 3                      | 5        |         |
| Country Liberal [الإنجليزية] (إقليم شمالي (أستراليا))                                           | 8,772          | 0.14           | –0.12          | 1           | 0                      | 1        |         |
| Liberal/National Coalition [الإنجليزية]                                                         | 1,986,088      | 32.13          | –5.86          | 14          | 17                     | 31       | ▼ 4     |
| حزب العمال الأسترالي                                                                            | 1,842,227      | 29.81          | +1.02          | 14          | 11                     | 25       |         |
| حزب الخضر الأسترالي                                                                             | 855,827        | 13.85          | +3.66          | 6           | 6                      | 12       | ▲ 3     |
| One Nation [الإنجليزية]                                                                         | 270,573        | 4.38           | –1.02          | 1           | 1                      | 2        |         |
| David Pocock (مستقل)                                                                            | 36,998         |                |                | 1           | 0                      | 1        | ▲ 1     |
| Lambie Network ‏                                                                                 | 16,340         | 0.26           | +0.05          | 1           | 1                      | 2        | ▲ 1     |
| ريكس باتريك                                                                                     | 11,588         | 0.19           | +0.19          | 0           | 0                      | 0        | ▼ 1     |
| آخرون                                                                                           | 1,196,987      | 19.38          | +1.96          | 0           | 0                      | 0        |         |
| لم تُحسم                                                                                         |                |                |                | 5           |                        |          |         |
| إجمالي الصحيح                                                                                   | 6,179,630      | 100.00         | –              | 40          | 36                     | 76       | –       |
|                                                                                                 |                |                |                |             |                        |          |         |
| أصوات باطلة/فارغة                                                                               | 461,558        | 6.95           | +3.14          | –           | –                      | –        | –       |
| إجمالي                                                                                          | 6,641,118      | 100.00         | –              | –           | –                      | –        | –       |
| الناخبين المسجلين                                                                               | 17,228,900     | 38.55          | –53.93         | –           | –                      | –        | –       |
| المصدر: AEC Votes. ABC                                                                          |                |                |                |             |                        |          |         |

- هذه النتائج ليست نهائية، ويجري تحديثها دوريًا، آخر تحديث في 23 مايو 2022 في الساعة 6:30pm بتوقيت أستراليا.

## ما بعد الانتخابات وردود الفعل

### ردود الفعل المحلية
اعترف موريسون بالهزيمة واستقال من منصب زعيم الحزب الليبرالي وسيجري تحديد خليفته في اجتماع غرفة الحزب الليبرالي المقبل.
أعلن ألبانيز الفوز، ووجه الشكر لأنصاره وزملائه وفريقه. وتعهد بالوفاء بوعد «بيان أولورو من القلب»، بعدم ترك أي شخص وتوحيد أستراليا من أجل مستقبل أفضل. ثم وعد بإنهاء حروب المناخ والالتزام بالتعهدات التي قطعها خلال الحملة الانتخابية.
احتفل زعيم حزب الخضر آدم باندت لمكاسب حزبه التاريخية في كوينزلاند، والفوز بمقعدين، واحد من الليبراليون وآخر من حزب العمل، مع احتمال الحصول على مقعد آخر من الليبراليين. ووصف هذا بأنه "greenslide" تاريخي حيث وجه الشكر للعدد القياسي من الأشخاص في كوينزلاند الذين صوتوا لحزب الخضر لأول مرة في هذه الانتخابات.

### ردود الفعل الدولية
أصدر العديد من قادة العالم بيانات تهنئ ألبانيز على فوزه. حيث هنأ رئيس الوزراء البريطاني بوريس جونسون ألبانيز على تويتر، قائلا إنه يتطلع إلى العمل معه على تعزيز العلاقات بين أستراليا والمملكة المتحدة بشأن الشراكة في التجارة وأوكوس. كما هنأ زعيم حزب العمل في المملكة المتحدة وزعيم المعارضة كير ستارمر ألبانيز على إنهاء «ما يقرب من عقد من الحكم المحافظ القديم».